# ولوو وی۶۰

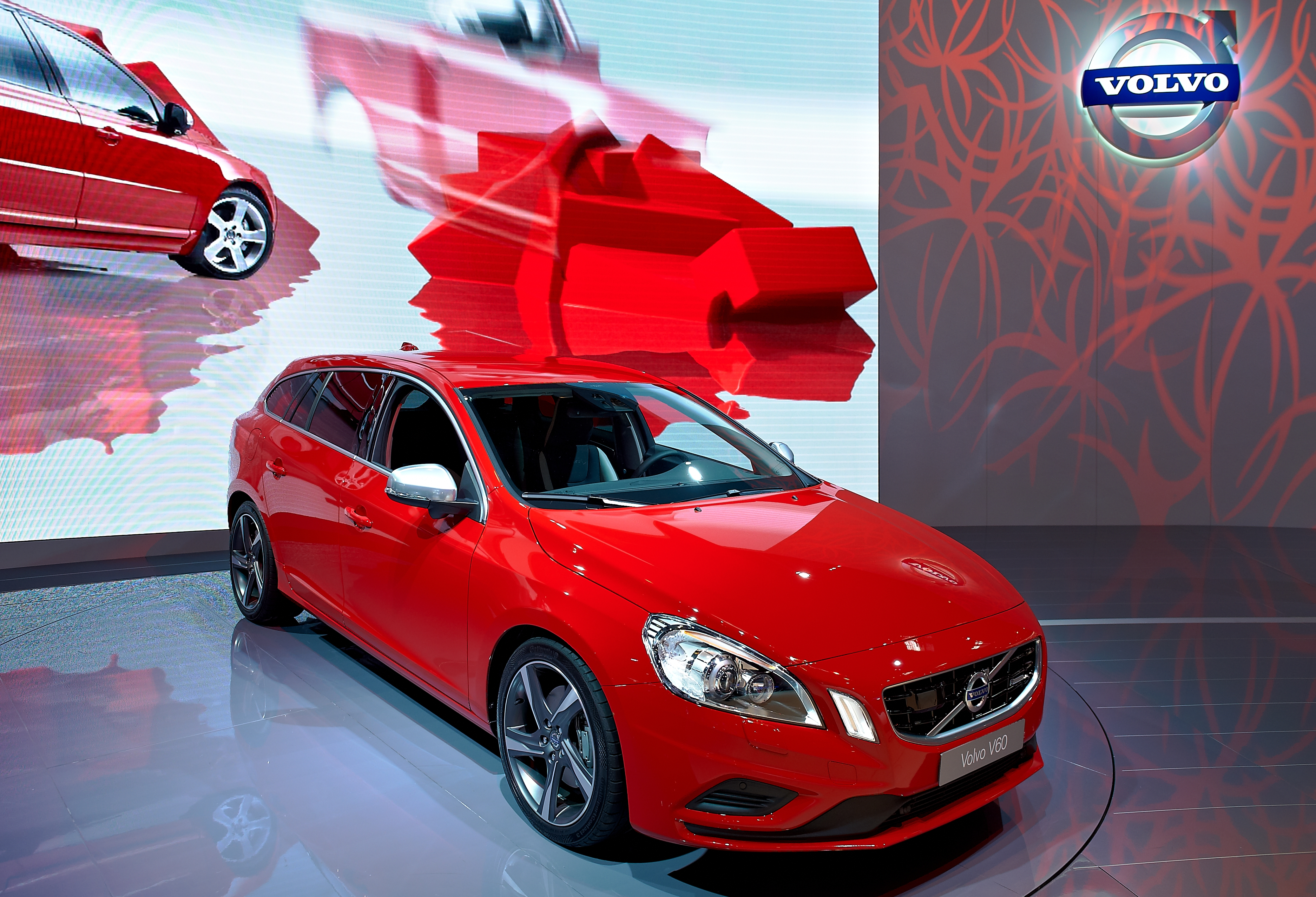

ولوو وی۶۰ (Volvo V۶۰) خودرویی است که از سال ۲۰۱۱ توسط شرکت ولوو در سوئد تولید شده‌است. 

## نگارخانه

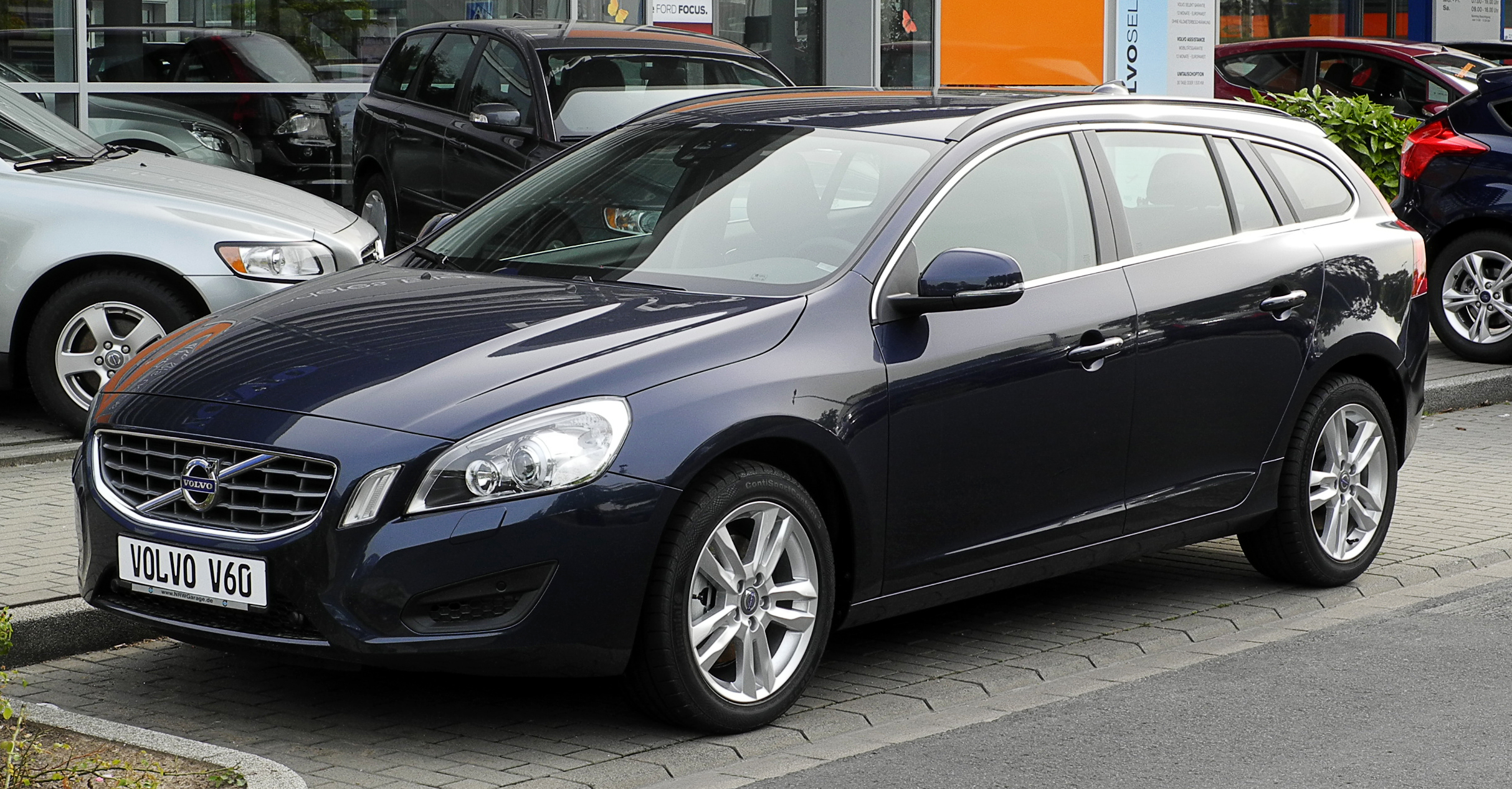
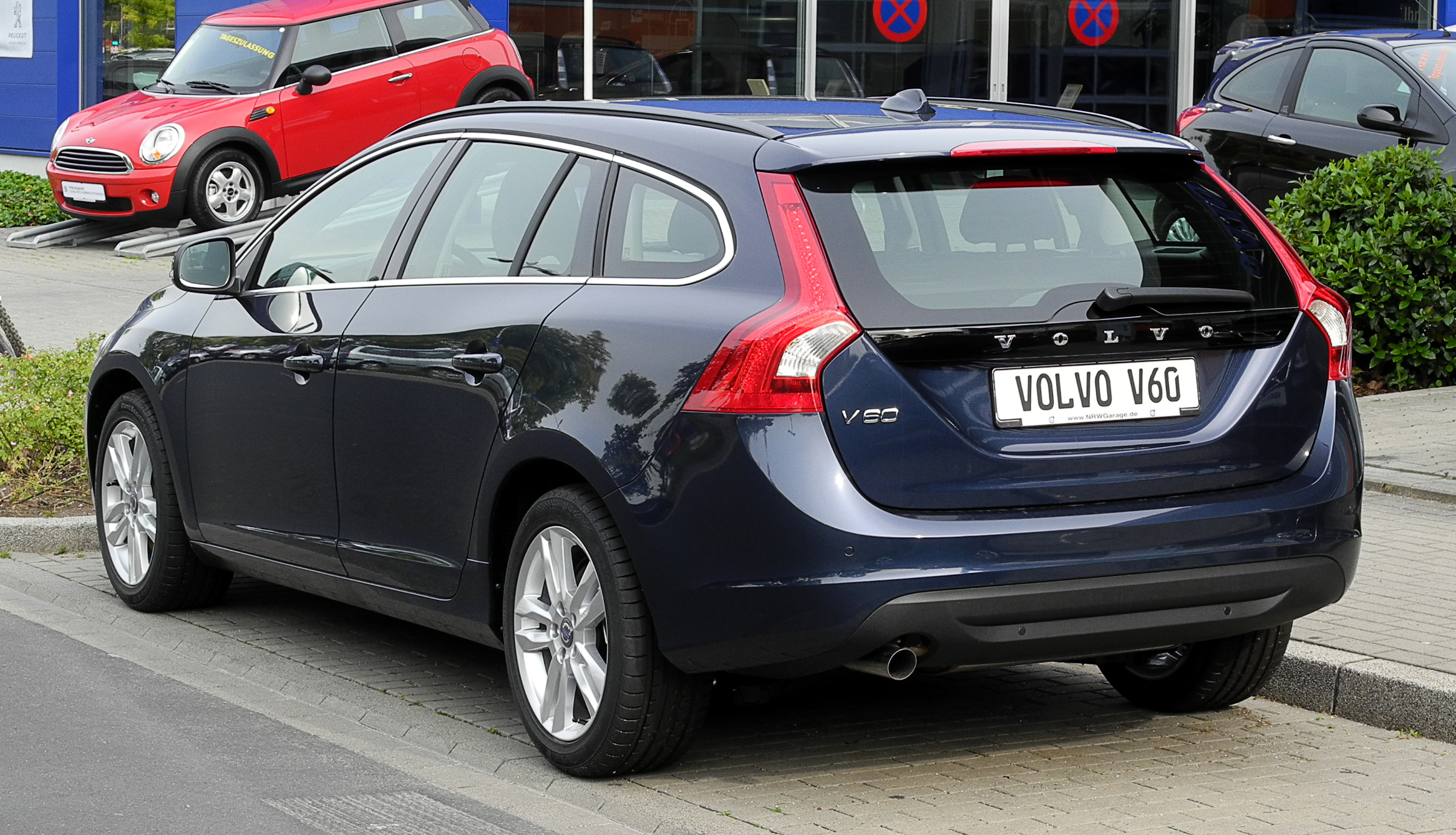
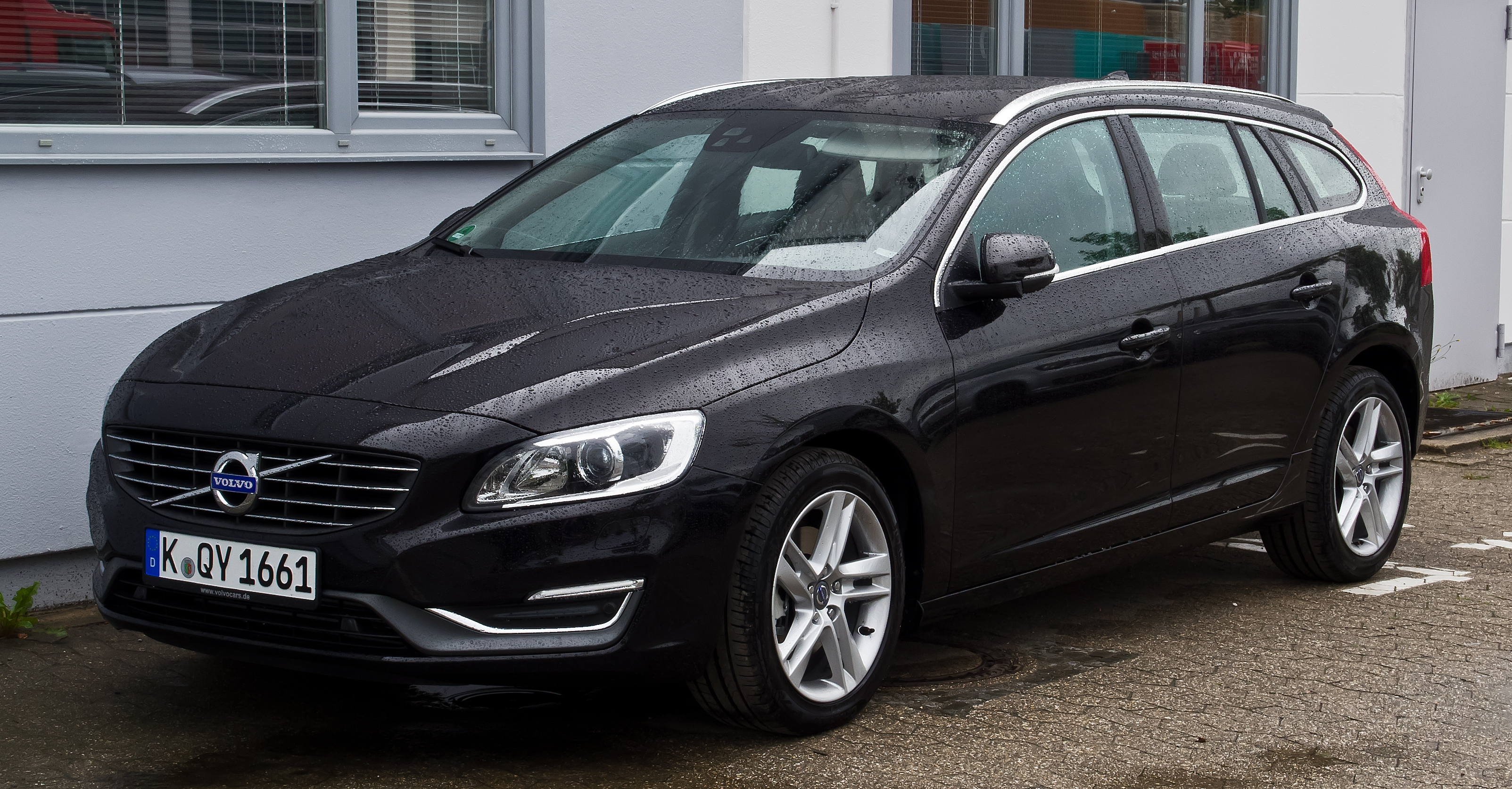
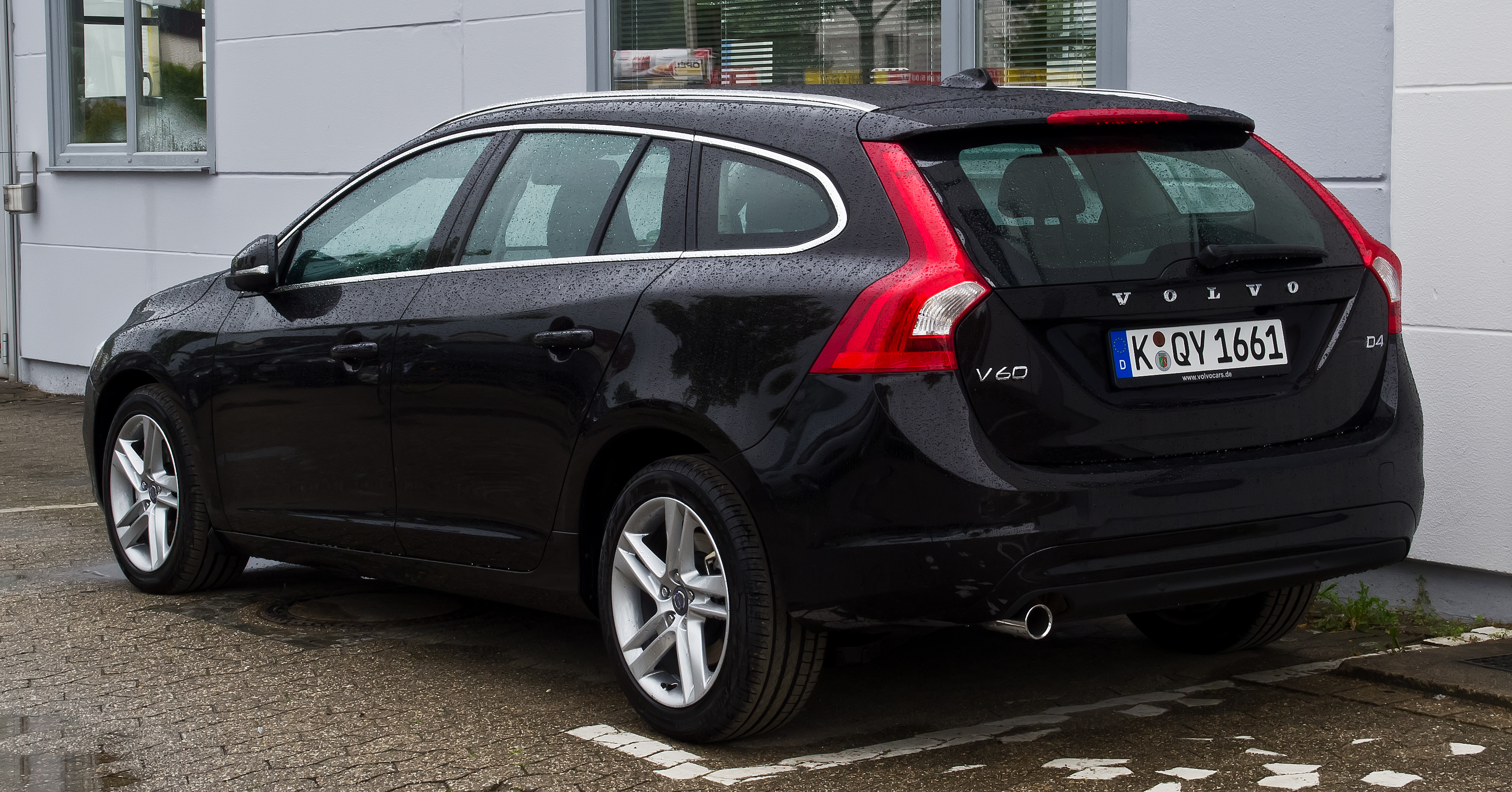
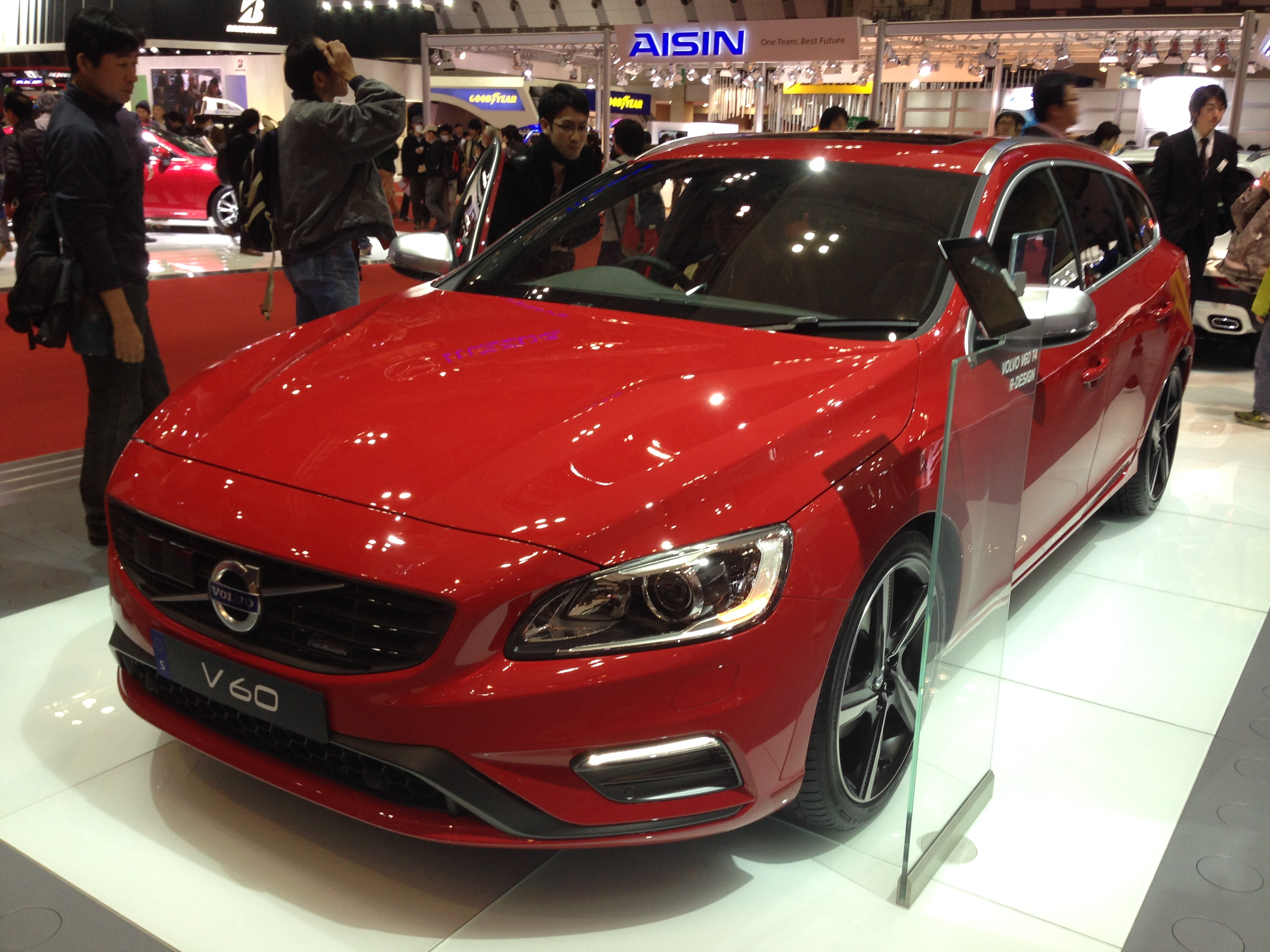